# 盛岡ガス
盛岡ガス株式会社（もりおかガス）は、岩手県盛岡市に本社を置く一般ガス事業者。盛岡市および滝沢市の一部の5万世帯あまりに都市ガスの供給、盛岡市・滝沢市・矢巾町・紫波町で簡易ガス事業を行う。2009年の販売量は17244千m2で、用途は家庭用49%、商業用42%、残りがその他となっている。滝沢市にある滝沢工場の全面スイカ柄に塗装されたガスホルダー（タンク）が特に有名である。

## 沿革
盛岡市では1904年に盛岡電気会社が設立されて以来電灯が利用されており、ガス灯は使われてこなかった。明治末期に東北地方の他都市で次々にガス会社が設立されると、岩手県と青森県は取り残される形となった。盛岡市は市営でのガス事業を立案したが、事業計画の甘さなどから実現には至らず、代わって盛岡電気・南部土地の有力企業2社による民営ガス会社説立案が浮上した。1930年5月7日、一戸三矢を社長とする「盛岡瓦斯株式会社」が設立、同年12月に1050戸に供給を開始した。
その後昭和恐慌や薪炭価格の暴落のあおりを受け、1931年下半期には1000戸を割り込んだ。1945年8月10日、盛岡空襲により壊滅的な被害を受け、供給停止。1年3ヵ月後の1946年11月に供給を再開した。1962年、石炭ガスからナフサを原料とするガスに転換。1969年9月、供給戸数1万戸突破。1990年3月には、社名を「盛岡ガス株式会社」に改めた。1999年5月から2001年9月にかけて熱量変更作業を実施し、供給ガス種をプロパンを原料とした「P13A」に変更。その後2015年5月、原料をプロパンから天然ガスに転換し、ガス種も「P13A」から「13A」に変更。